# カーラ・モナコ
カーラ・モナコ（Kara Monaco、1983年2月26日 - ）はアメリカ合衆国のモデル。
フロリダ州レイクランド出身。